# Dezső Lemhényi
Dezső Lemhényi (Boedapest, 9 december 1917 – Boedapest, 4 december 2003) was een Hongaars waterpolospeler.
Lemhényi won tijdens de Olympische Zomerspelen 1948 de zilveren medaille.
Vier jaar later tijdens de Olympische Zomerspelen 1952 in het Finse Helsinki wint Lemhényi met zijn ploeggenoten de gouden medaille.
Lemhényi zijn vrouw Olga Tass werd tijdens de Olympische Zomerspelen 1956 kampioen bij het turnen.
Jenő Brandi · 
Oszkár Csuvik · 
Dezső Fábián · 
Dezső Gyarmati · 
Endre Győrfi · 
Miklós Holop · 
László Jeney · 
Dezső Lemhényi · 
Pál Pók · 
Károly Szittya · 
István Szívós sr.
Róbert Antal · 
Antal Bolvári · 
Dezső Fábián · 
Dezső Gyarmati · 
István Hasznos · 
László Jeney · 
György Kárpáti · 
Dezső Lemhényi · 
Kálmán Markovits · 
Miklós Martin · 
Károly Szittya · 
István Szívós sr. · 
György Vizvári